# Duneau

Duneau este o comună în departamentul Sarthe, Franța. În 2009 avea o populație de 1,005 de locuitori.